# Português angolano
O português angolano é a variação da língua portuguesa maioritariamente usada em Angola. A existência de uma variante de português em Angola, divergente da norma-padrão do português europeu, tem vindo a ser reconhecida, embora a sua identificação se encontre ainda em estudo.
De todos os países africanos, Angola é o país onde a percentagem de falantes de português como primeira língua é a maior: cerca de 80,05 %[carece de fontes?] dos 36,6 milhões de habitantes, isto é, 29,3 milhões falam português.
Angola é o segundo país com maior número de pessoas lusófonas, atrás apenas do Brasil.

## História
A adoção da língua do antigo colonizador como língua oficial foi uma decisão comum à grande maioria dos países africanos. No caso de Angola deu-se o facto pouco comum de uma intensa disseminação do português entre a população angolana, a ponto de haver uma expressiva parcela da população que tem como sua única língua aquela herdada do colonizador.
Entre 1575 e 1592 estima-se que tenham desembarcado em Angola 2340 portugueses. Destes, 450 foram vítimas de guerras e doenças, 300 radicaram-se em Luanda e os restantes no interior, onde assimilaram as línguas e culturas africanas. O número de mulheres europeias na colónia seria muitíssimo reduzido, o que significa que a larga maioria dos filhos dos colonos eram mestiços, educados por mulheres africanas que lhes ensinavam as suas línguas.
Entre 1620 e 1750 o quimbundo afirmou-se como a língua mais usada em praticamente todos os lares de Luanda e na vida diária da cidade. O estabelecimento de uma elite afro-portuguesa — que ocupava os principais cargos da administração pública e estava envolvida no tráfico de escravos — foi o factor que mais contribuiu para esta situação. Embora tivesse um bom conhecimento de português, esta elite era falante nativa de quimbundo ou congo.
No interior dos territórios controlados pelos portugueses, o português era usado como lingua franca entre chefes e comerciantes, mas a maioria da população expressava-se exclusivamente em quimbundo. Na verdade, os escravos exportados a partir de Luanda, independentemente das suas origens, aprendiam algum quimbundo e eram baptizados nesta língua antes de serem embarcados.
Entre 1750 e 1822, os portugueses procuraram impedir a crescente africanização, cultural e linguística, da elite afro-portuguesa de Angola, nomeadamente através do decreto de 1765 do governador Francisco Inocêncio de Sousa Coutinho, que desencorajava o uso de línguas africanas na educação das crianças.
Os testemunhos da época apontam para a utilização de variedades reestruturadas do português entre as camadas mais pobres das cidades costeiras e arredores. Em 1894, o folclorista e filólogo americano Heli Chatelain, ao referir-se ao quimbundo falado em Luanda, define-o como sendo uma mistura de elementos portugueses, enumerando 90 empréstimos do português ao quimbundo, que incluem não só empréstimos lexicais (ex. palaia, praia), mas também gramaticais (ex. poji, pois), bem como vários exemplos de palavras portuguesas adaptadas à morfologia do quimbundo (ex. njanena, janela; jinjanena, janelas).
Só durante o século XX é que o português se tornou gradualmente a língua mais falada nas áreas urbanas de Angola. Este facto ficou a dever-se, essencialmente, ao aumento do número de colonos portugueses, tanto homens como mulheres, a maioria dos quais preferia fixar-se nos centros urbanos costeiros, em detrimento das zonas do interior. E apenas na década de 1950 se reuniram as condições para a generalização do português a todo o território angolano, pois só então a maioria da população precisou efectivamente de dominar esta língua.
Vários factores contribuíram para esta situação. Por um lado, durante o Estado Novo, para serem reconhecidos como assimilados, os angolanos tinham de demonstrar saber ler, escrever e falar fluentemente em português, bem como vestirem e professarem a mesma religião que os portugueses e manterem padrões de vida e costumes semelhantes aos europeus. O domínio de uma variedade rudimentar do português não os tornaria, portanto, elegíveis. Era obrigatório dominar o português europeu, ainda que o acesso à educação fosse praticamente vedado à generalidade dos angolanos.[carece de fontes?]

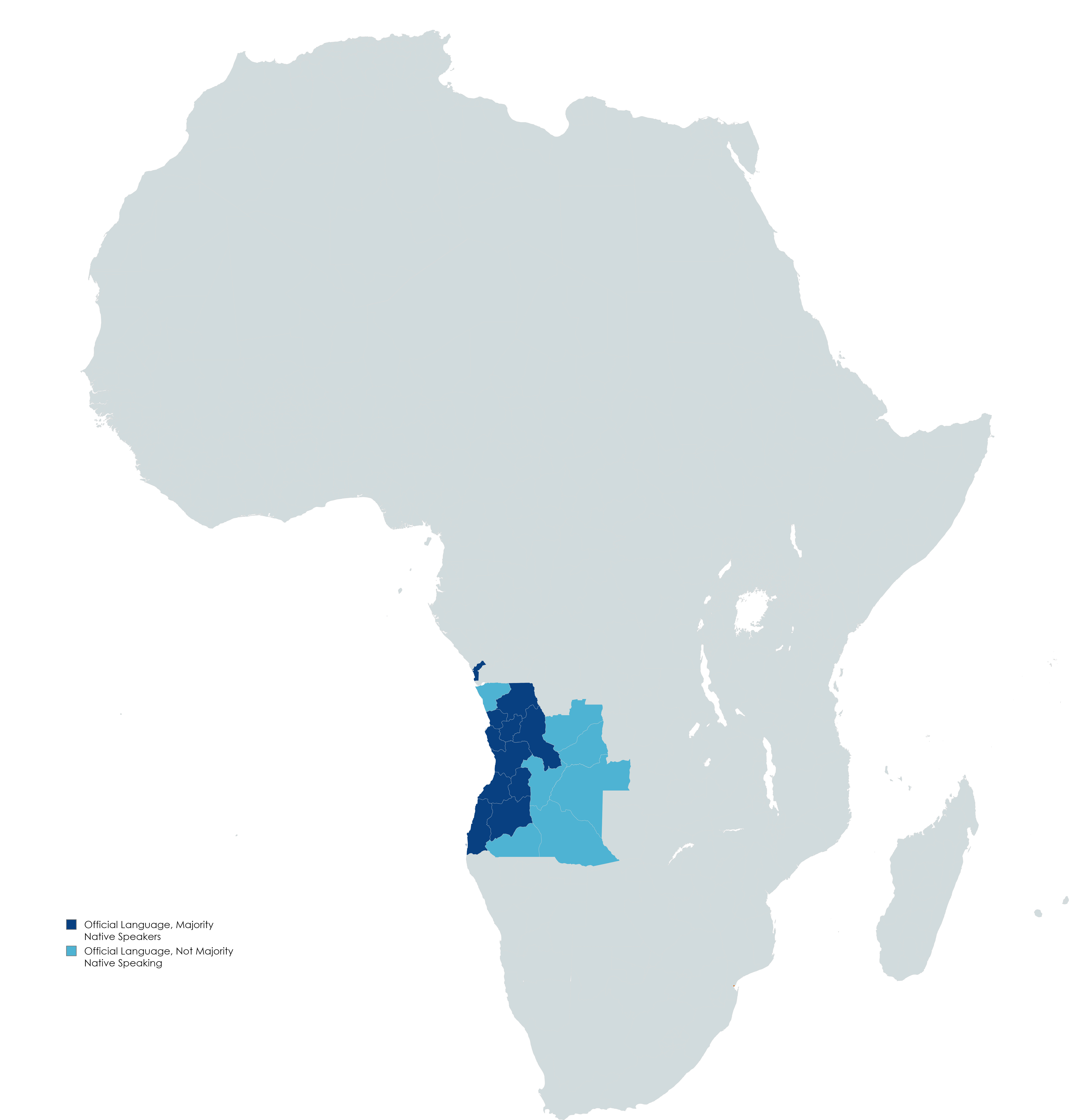
Mapa de Angola:
Português como língua nativa majoritária
Português como oficial mas não idioma nativo majoritário

Por outro lado, na década de 1960, em resposta à influência crescente dos movimentos nacionalistas em Angola, Portugal investiu massivamente na intensificação da sua presença no interior, nomeadamente através do fomento da criação de grandes colonatos agrícolas. Finalmente, durante a década de 1970, o exército português agrupou grande parte da população do interior, especialmente no leste, em aldeamentos, ou seja, em "vastas aldeias organizadas pelos militares, muitas vezes rodeadas de arame farpado, onde se agrupavam africanos anteriormente dispersos".
Apesar de ser um processo impositivo, a adopção do português como língua de comunicação corrente em Angola propiciou também a veiculação de ideias de emancipação em certos setores da sociedade angolana, facilitando a comunicação entre pessoas de diferentes origens étnicas. O período da guerra colonial foi o momento fundamental da expansão da consciência nacional angolana. De instrumento de dominação e clivagem entre colonizador e colonizado, o português adquiriu um carácter unificador entre os diferentes povos de Angola.
Com a independência em 1975, o alastramento da guerra civil, nas décadas subsequentes, levou à fuga de muitas centenas de milhares de angolanos das zonas rurais para as grandes cidades — particularmente Luanda — levando ao seu desenraizamento cultural. Esta deslocação interna haveria, contudo, de favorecer a difusão da língua portuguesa, já que esta se tornaria a única língua de contacto dos refugiados internos entre si e com os habitantes destas cidades. Após a paz entre a União Nacional para a Independência Total de Angola (UNITA) e o Movimento Popular de Libertação de Angola (MPLA) os refugiados que regressaram às regiões rurais de origem levavam já o português como primeira língua.
A construção da estrutura administrativa do novo Estado nacional reforçou a presença da língua portuguesa, usada no exército, na administração, no sistema escolar, nos meios de comunicação, etc. Embora, oficialmente, o Estado angolano declare, na própria Consituição, que "valoriza e promove o estudo, o ensino e a utilização das demais línguas de Angola", na prática tendeu sempre a valorizar exclusivamente os aspectos que contribuem para a unificação do país — o português como a única língua unificadora — em detrimento de tudo o que pudesse contribuir para a diferenciação dos grupos e a tribalização — a miríade de línguas e dialectos regionais e étnicos. Aspecto particularmente crítico num continente de fronteiras recentes e artificiais.
O poder político em Angola fala em português. A elite do MPLA, em grande percentagem, tem a língua portuguesa como língua materna. É uma elite urbanizada que perdeu algo da sua raiz étnica. Os quatro presidentes de Angola, Agostinho Neto, Lúcio Lara, José Eduardo dos Santos e João Lourenço, sempre se expressaram em português.

## Variedade angolana do português
Língua oficial e do ensino e um dos factores de unificação e integração social, o português encontra-se em permanente transformação em Angola. As influências linguísticas resultantes do contacto com as línguas nacionais, a criação de novas palavras e expressões assim como certos desvios à norma culta de Portugal, imprimem-lhe um novo carácter. Alguns exemplos já dicionarizados na língua portuguesa são as palavras: Cambolação, cambolar, cará, jimbolamento, jimbolo, jingo, jinguba, machimbombo, maxim, munda, mupanda, mutula, muzungo, pupu, quibuca, quilombo, sibongo, tacula, tamargueira, tarrafe, tesse, ulojanja, umbala.
Sobre a existência de uma variante própria do português em Angola, a linguista Amélia Mingas escreve:
(...) uma nova realidade linguística em Angola, a que chamamos "português de Angola" ou "angolano", à semelhança do que aconteceu ao brasileiro ou ao crioulo. Embora em estado embrionário, o "angolano" apresenta já especificidades próprias (...). Pensamos que, no nosso país, o "português de Angola" sobrepor-se-á ao "português padrão" como língua segunda dos Angolanos.—  Amélia Mingas
Ivo Castro, professor de Linguística na Faculdade de Letras da Universidade de Lisboa, na sua Introdução à História do Português, de 2006, refere que, para além das duas grandes variantes bem definidas — a portuguesa e a brasileira —, existem outras duas variantes em formação, a angolana e a moçambicana, sendo de esperar que estas também se individualizem normativamente quando estabilizarem. No entanto, neste momento, não ratificaram ainda o Acordo ortográfico de 1990 para o qual pediram uma moratória visando uma adaptação social ao novo contexto, mas também não há qualquer expressão institucional, nem instrumentos prescritivos consagrados que eventualmente fixem as características dessas supostas novas normas. O que se conhece são aspectos típicos da oralidade que frequentemente afloram no discurso escrito e que caberiam no atual Acordo ratificado pelos outros países.
A língua literária em Angola distinguiu-se sempre pela presença das línguas nacionais, expressamente em diálogos ou interferindo fortemente nas estruturas do português. Embora quase exclusivamente em língua portuguesa, a literatura angolana conta também com algumas obras em quimbundo e umbundo.

## Fonologia
O sotaque do português de Angola é muito característico e bastante diferente, quer do europeu, quer do brasileiro. Muitos sons abertos em Portugal e muito abertos no Brasil são pura e simplesmente fechados em Angola. Por exemplo: "troféu" é dito como trofêu. Por outro lado, o português angolano é mais cantado e arrastado por influência das línguas africanas.

## Ortografia
À excepção do Brasil, todas as demais ex-colónias portuguesas, Angola inclusive, seguem o padrão ortográfico de Portugal.
Apesar de ter participado na redacção do Acordo Ortográfico de 1990, firmado pelo Secretário de Estado da Cultura de Angola, José Mateus de Adelino Peixoto, e nas reuniões da CPLP onde os dois protocolos modificativos foram aprovados, o governo angolano ainda não ratificou nenhum desses documentos. Em Março de 2010, Angola solicitou uma moratória de três anos para ratificar o Acordo Ortográfico pela necessidade de incluir o vocabulário específico do país no vocabulário comum. Até ao momento, no país continuam a vigorar as normas do Acordo Ortográfico de 1945, o que paradoxalmente já não acontece em Portugal.
No entanto, em Angola recorre-se frequentemente ao uso de k, w e y na escrita de certos antropónimos, topónimos e outras palavras que, em Portugal, escreveram-se com c/qu, u e i, respectivamente. Exemplos:
• "Azekel" em vez de Azequel.
• "Lwei" em vez de Luei.
• "Kambinda" em vez de Cambinda.
• "Kiala" em vez de Quiala.
• "Kuito" em vez de Cuíto.
• "Kwanza" em vez de Cuanza.
• "Moshiko" em vez de Moxico.
• "Soyo" em vez de Soio.
• "Yolanda" em vez de Iolanda.
• "Yuri" em vez de Iuri.

## Léxico
A maior parte do vocabulário do português é comum entre todas as variantes. Entretanto existem termos que são usados exclusivamente em Angola ou são muito raros nas outras variantes. Muitas palavras africanas foram incorporadas ao português angolano.
| Angola                          | Portugal                                                                                  | Brasil                            |
| ------------------------------- | ----------------------------------------------------------------------------------------- | --------------------------------- |
| chuinga (do inglês chewing-gum) | pastilha elástica, chiclete, (chicle e gums usado em alguns socioletos)                   | chiclete, chiclé, goma de mascar  |
| jinguba                         | amendoim                                                                                  | amendoim                          |
| machimbombo                     | autocarro, camioneta (machimbombo é por vezes usado como forma depreciativa de autocarro) | ônibus                            |
| mata-bicho                      | pequeno-almoço, mata-bicho (usado em alguns socioletos)                                   | café da manhã                     |
| musseque                        | bairro de lata                                                                            | favela                            |
| mboa                            | rapariga, miúda, garota, pita, gaja, moça                                                 | mina, garota, guria, menina, moça |
| geleira                         | frigorífico                                                                               | geladeira                         |
| jindungo                        | piripíri, malagueta                                                                       | pimenta                           |